# Kierim Chakimow

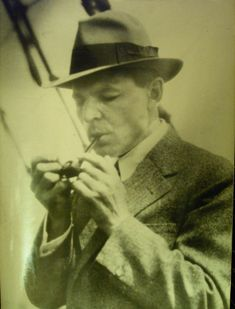
Kierim Chakimow

Kierim Abdraufowicz Chakimow (ros. Карим Абдрауфович Хакимов; tat. Кəрим Габдрəүф улы Хəкимов, Kärim Ğabdräwf ulı Xäkimov; ur. 15 listopada 1892 we wsi Diusianowo w guberni ufijskiej, zm. 10 stycznia 1938 w Moskwie) – radziecki dyplomata.

## Życiorys
Tatar, kształcił się w medresie „Galija”, 1918 był członkiem Orenburskiego Komitetu Wojskowo-Rewolucyjnego, od kwietnia 1918 członek RKP(b). Uczestnik wojny domowej w Rosji, od lutego 1920 zastępca szefa Zarządu Politycznego Frontu Turkiestańskiego, później sekretarz KC Komunistycznej Partii (bolszewików) Turkiestanu i sekretarz KC Komunistycznej Partii (bolszewików) Buchary, pełnomocnik Rady Wojskowo-Rewolucyjnej Frontu Turkiestańskiego Wschodniej Buchary. Od grudnia 1920 do kwietnia 1921 pełnomocny przedstawiciel (ambasador) RFSRR w Bucharskiej Ludowej Republiki Radzieckiej, od maja 1921 pracował w Ludowym Komisariacie Spraw Zagranicznych RFSRR, od października 1921 do 1923 konsul generalny RFSRR w Meszhedzie (Iran), od 1923 do lipca 1924 konsul generalny ZSRR w Raszcie (Iran), od 24 kwietnia 1924 do lutego 1926 agent dyplomatyczny ZSRR w Królestwie Nadżdu i Hidżazu, 1929-1932 ambasador ZSRR i przewodniczący Bliżniewostgostorga w Jemenie. Od 7 grudnia 1935 do 6 września 1937 ambasador ZSRR w Arabii Saudyjskiej.
27 października 1937 aresztowany, 10 stycznia 1938 skazany na śmierć przez Wojskowe Kolegium Sądu Najwyższego ZSRR „za szpiegostwo i przynależność do organizacji kontrrewolucyjnej” i rozstrzelany. 28 stycznia 1956 pośmiertnie zrehabilitowany.